# Statens Institut for Folkesundhed
Statens Institut for Folkesundhed er et dansk forskningsinstitut, der beskæftiger sig med folkesundhedsvidenskabelig forskning. Siden januar 2007 har instituttet hørt under Det Sundhedsvidenskabelige Fakultet ved Syddansk Universitet. Som den eneste af universitetets aktiviteter er instituttet beliggende i København. Tidligere hørte instituttet under Indenrigs- og Sundhedsministeriet.
Instituttet blev etableret i 1950 som et samarbejde mellem bl.a. Sundhedsstyrelsen og WHO under navnet Dansk Tuberkulose Index. Det var oprindeligt institutets opgave at indsamle data om tuberkulose i Danmark, men i 1974 skiftede det navn til Dansk Institut for Klinisk Epidemiologi i takt med at tuberkoloseudfordringen blev løst. I 1999 fik det sit nuværende navn.
Det primære formål for instituttet er i dag at forske i befolkningens sundhed og sygelighed og i sundhedsvæsenet generelt, at overvåge udviklingen i befolkningens sundhed og sygelighed, at rådgive offentlige myndigheder samt at deltage i uddannelsen af forskere indenfor folkesundhedsvidenskab og samfundsmedicin. Blandt instituttets forskning er store spørgeskemaundersøgelser i 1987, 1994 og 2000, som belyste danskerne sundhedsforhold.
Statens Institut for Folkesundhed står blandt andet også bag Skolebørnsundersøgelsen, som hvert fjerde år undersøger sundhedsadfærd og trivsel hos et repræsentativt udsnit af eleverne i den danske folkeskole. Instituttet udgav i 2010 den 8. udgave af undersøgelsen, som er en del af forskningsprojektet Health Behavior in School-aged Children (HBSC) for Verdensundhedsorganisationen, WHO.
Statens Institut for Folkesundhed beskæftiger 120 medarbejdere.